# Renault Type HG
Der Renault Type HG war ein Personenkraftwagenmodell der Zwischenkriegszeit von Renault. Er wurde auch 18 CV genannt.

## Beschreibung
Die nationale Zulassungsbehörde erteilte am 20. Juli 1920 seine Zulassung. Vorgänger war der Renault Type FS und Nachfolger der Renault Type IQ.
Der wassergekühlte Vierzylindermotor mit 95 mm Bohrung und 160 mm Hub hatte 4536 cm³ Hubraum. Die Motorleistung wurde über eine Kardanwelle an die Hinterachse geleitet. Die Höchstgeschwindigkeit war je nach Übersetzung mit 63 km/h bis 87 km/h angegeben.
Bei einem Radstand von wahlweise 363,2 cm oder 375 cm und einer Spurweite von 150 cm war das Fahrzeug wahlweise 490 cm oder 505 cm lang und zwischen 170 cm und 176 cm breit. Der Wendekreis war mit 14 bis 15 Metern angegeben. Das Fahrgestell wog 1365 kg, das Komplettfahrzeug 2000 kg. Überliefert sind Torpedo, Limousine und Roadster.
Anfangs kostete das Fahrgestell 25.000 Franc. Spätere Angaben lauten 34.000 Franc für das Fahrgestell, 43.000 Franc für ein Torpedo und 49.000 für eine Coupé-Limousine.